# Гампі Конеру
Хампі Конеру (нар. 31 березня 1987, Гудівада, Андхра-Прадеш) — індійська шахістка, гросмейстер (2002). Віцечемпіонка світу з шахів серед жінок (2011). Чемпіонка світу зі швидких шахів 2019 року. Її рейтинг станом на березень 2020 року — 2586 (2-ге місце у світі, 1-ше — серед шахісток Індії).
У жовтні 2007 року досягла рейтингу 2606, ставши другою жінкою-гравцем, після Юдіт Полгар, яка перевищила позначку 2600.
Від 2002 до 2008 Гампі належав рекорд як наймолодшій жінці в історії шахів, яка стала гросмейстером (не лише серед жінок). Вона досягла цього у віці 15 років 1 місяць 27 днів, побивши попередній рекорд Юдіт Полгар на три місяці, однак відтоді це досягнення перевершила Хоу Іфань.

## Життєпис
Батьки спочатку назвали її «Hampi» від слова «чемпіон». Батько пізніше змінив написання на Humpy, щоб воно було ближчим до російського звучання.
2001 року виграла чемпіонат світу серед юніорок. Брала участь у чемпіонаті світу серед жінок 2006, але вибула у другому турі. На чемпіонаті світу серед жінок 2008 вона досягла півфіналу, але її вибила звідти Хоу Іфань. В 2009 розділила перші 4 місця з Олександром Арещенком, Магешем Панчанатаном і Євгеном Мірошниченком на Кубку Мера Мумбаї.
2009 року Конеру звинуватила Федерацію шахів Індії, що та завадила їй взяти участь у 37-й шаховій олімпіаді в Турині. Її батьку, який був одночасно тренером, не дозволили виїхати з нею на турніри. Суперечка не затихла. Пізніше того ж року, Федерація шахів Індії була також у конфлікті з Гітою Нараянан Гопал.
Конеру брала участь у Гран-прі ФІДЕ серед жінок 2009-2011 і завершила цей цикл турнірів на загальному другому місці, що дало їй право стати претенденткою в матчі за звання чемпіонки світу 2011. Хоу Іфань виграла матч, перемігши у трьох партіях і звівши внічию п'ять.
Посіла друге місце в серії Гран-прі ФІДЕ серед жінок 2013/2014, програвши Хоу Іфань на заключному етапі.
У серпні 2014 року одружилася з Дасарі Анвешем.
Оскільки Хоу відмовилась грати в чемпіонаті світу серед жінок 2015, то Конеру стала гравцем з найвищим рейтингом і отримала перший номер посіву на цьому турнірі. Та незважаючи на статус фаворита турніру, Хампі зуміла дійти лише до 1/4 фіналу, де поступилася майбутній переможниці чемпіонату Марії Музичук на тай-брейку з загальним рахунком 1½ — 2½.
У квітні 2015 року Конеру у складі збірної Індії посіла 4-е місце на командному чемпіонаті світу, що проходив у китайському місті Ченду. Крім того, Хампі з показником 61,1 % набраних очок посіла 3-є місце серед шахісток, які виступали на першій шахівниці.
У жовтні 2015 року з результатом 7 очок з 11 можливих (+6-3=2) разом з Марією Музичук розділила 2-3 місця (за додатковим показником 3-є місце) на першому етапі серії гран-прі ФІДЕ, що проходив у Монте-Карло (Монако).
У вересні 2019 року Гампі Конеру стала переможницею 1-го етапу гран-прі ФІДЕ серед жінок 2019/2020, що проходив у Сколково. Набравши 8 очок з 11 можливих (+5-0=6) індійська шахістка на ½ очка випередила Цзюй Веньцзюнь з Китаю та росіянку Олександру Горячкіну.
У грудні 2019 року посіла 2 місце на 2-му етапі гран-прі ФІДЕ серед жінок 2019/2020, що проходив у Монако. Набравши 7 очок з 11 можливих (+4-1=6), Гампі поступиласі за додатковими показниками Олександрі Костенюк.
Наприкінці грудня 2019 року на чемпіонаті світу зі швидких та блискавичних шахів, Конеру посіла:
 — 1-ше місце у турнірі зі швидких шахів, набравши 9 очок з 12 можливих (+7-1=4),
 — 12-те місце у турнірі з блискавичних шахів, набравши 10½ очок з 17 можливих (+8-4=5).
У лютому 2020 року, набравши 6 очок з 9 можливих (+4-1=4), Гампі Конеру стала переможницею турнірі «2020 Cairns Cup» з призовим фондом у 180 тис.доларів, що проходив у Сент-Луїсі.

## Нагороди та почесні звання
- 1999: Наймолодший в Азії міжнародний майстер серед жінок.
- 2001: Чемпіон світу до у віці до 14 років, Кастеллан, Іспанія.
- 2001: Наймолодший гросмейстер серед жінок в Індії.
- 2001: Виграла юніорський чемпіонат світу серед жінок, Афіни.
- 2003: Премія Арджуна за 2003 рік.

## Зміни рейтингу
| На цьому місці має відображатися графік чи діаграма, однак з технічних причин його відображення наразі вимкнено. Будь ласка, не видаляйте код, який викликає це повідомлення. Розробники вже працюють для того, щоби відновити штатне функціонування цього графіка або діаграми. | |
| | На цьому місці має відображатися графік чи діаграма, однак з технічних причин його відображення наразі вимкнено. Будь ласка, не видаляйте код, який викликає це повідомлення. Розробники вже працюють для того, щоби відновити штатне функціонування цього графіка або діаграми. |